# Tom Ford
Thomas Carlyle Ford, detto Tom (Austin, 27 agosto 1961), è uno stilista, regista e sceneggiatore statunitense.
Ha lanciato il suo omonimo marchio di lusso nel 2005, in precedenza ha lavorato come direttore creativo di Gucci e Yves Saint Laurent. Negli ultimi anni, Ford ha affiancato alla carriera da stilista anche una fortunata carriera da regista ed entrambi i suoi film sono stati nominati all'Oscar: A Single Man (2009) e Animali notturni (2016). Attualmente ricopre il ruolo di Presidente del Consiglio dei Fashion Designers of America.

## Biografia
Nasce nel 1961 ad Austin, nel Texas, figlio di Tom Ford e Shirley Bunton. Trascorre gran parte della sua infanzia nei sobborghi di Houston, per poi, all'età di 11 anni, trasferirsi con la famiglia a Santa Fe. Effettua gli studi presso la St. Michael's High School e successivamente alla Santa Fe Preparatory School, diplomandosi nel 1979. All'età di 17 anni si trasferisce a New York, dove, oltre a studiare alla Parsons School of Design, studia storia dell'arte alla New York University. In quegli anni frequenta la leggendaria discoteca Studio 54, conosce Andy Warhol, guru della pop art. Memorabili sono le notti passate da Ford allo Studio 54 ispirandosi ai personaggi che frequentavano il club, correndo poi a disegnare schizzi nella caffetteria poco distante.
Prima dell'ultimo anno alla Parsons, lavora a Parigi per sei mesi come stagista nell'ufficio stampa di Chloé. Dopo aver studiato moda per anni, si laurea nel 1986, ma in architettura.
Ancora nel 1986 entra a far parte dello staff creativo della designer Cathy Hardwick; la svolta decisiva avviene però nel 1988, quando passa alla Perry Ellis come Direttore del Design sotto la supervisione di un'altra figura fondamentale del mondo della moda: Marc Jacobs.

## Carriera stilistica

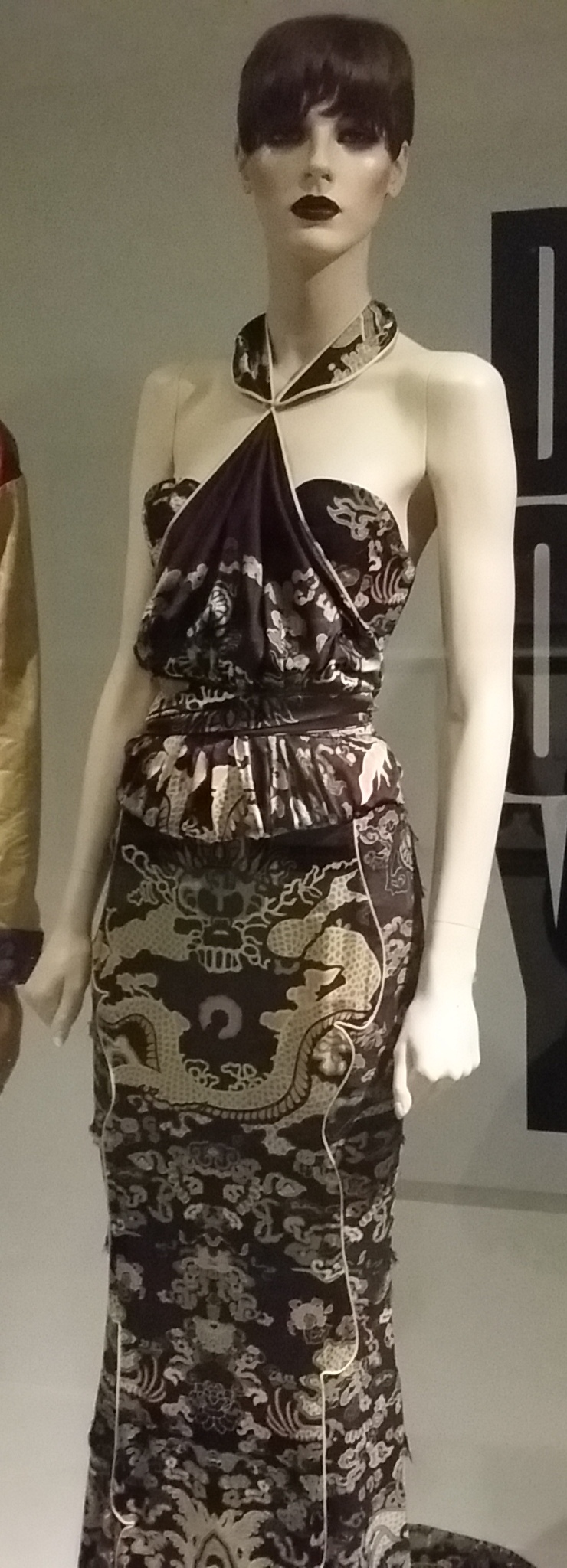
Abito da sera di Tom Ford per Yves Saint Laurent. Selezionato come abito dell'anno per il 2004

### Periodo in Gucci
Il 1990 è il vero anno della svolta. Ford cambia radicalmente imbarcandosi nell'avventura del marchio Gucci, sull'orlo della bancarotta. Inizialmente occupa la posizione di responsabile dell'abbigliamento donna ready-to-wear, passando poi nel 1992 a Direttore del Design. Nel 1994 Gucci viene acquistata da un fondo di investimento del Bahrein, Investcorp, e Ford scala ancora posizioni diventando direttore creativo con responsabilità sulla produzione e sull'immagine della compagnia. Il 1995 è l'anno che rilancia Gucci e Ford nel gotha della moda mondiale, grazie alle linee guida stilistiche ed alle mirate campagne pubblicitarie del designer texano in collaborazione con la stylist francese Carine Roitfeld e al fotografo Mario Testino. Ford capisce subito l'importanza delle campagne pubblicitarie e inizia collaborazioni con grandi fotografi come Richard Avedon, Steven Meisel, Helmut Newton, Herb Ritts.
Nel 2000 assume anche l'incarico di direttore creativo per Yves Saint Laurent, dopo che questa entrò a far parte del gruppo Gucci. La sua campagna pubblicitaria per il profumo YSL M7 resta particolarmente famosa perché ritrae il campione di arti marziali Samuel de Cubber in posa completamente nudo. Ad aprile del 2003, partecipa al Metropolitan Museum al "Gala per la Moda ed il Costume". Per l'occasione disegna dei vestiti col marchio Gucci, appositamente per Diana Ross e Nicole Kidman, che sono per lui una "fonte di ispirazione". Nel 2004 Tom Ford e Domenico De Sole decidono di lasciare il gruppo Gucci. "Con grande tristezza - ha dichiarato Ford - lasciamo, ma confidiamo nell'aver lasciato uno dei più forti team del settore". L'ultima sfilata è datata marzo 2004.

### Marchio "Tom Ford"
Il duo Ford-De Sole ha creato nel 2005 la società "Tom Ford" che lavora nell'ambito della moda. Per ora collabora con Estée Lauder per quanto riguarda profumi e cosmetica. Ora ha creato una collezione di occhiali da sole col suo nome. Per rimanere fedele alla sua stravaganza e voglia di diverso, alcuni di questi sono addirittura rivestiti in pelle di capretto. Il 12 aprile 2007 viene aperta la prima boutique a Madison Avenue a New York.
Inoltre dopo la collaborazione con il gruppo Estèe Lauder ha lanciato sul mercato un suo profumo dal nome di "Black Orchid" disponibile in diversi formati tra cui un'edizione limitata con un prezioso flacone di cristallo nero Lalique.
Nella primavera del 2007 è stata presentata la collezione maschile che porta il suo nome. La linea menswear sarà disponibile fino al 2008 nelle boutique monomarca Ermenegildo Zegna e successivamente in punti vendita selezionati. Per le campagne pubblicitarie delle sue linee si è affidato allo stile forte di Marilyn Minter e Terry Richardson.

## Carriera cinematografica
Ford da sempre attento allo stile e al glamour hollywoodiano, ha sempre avuto contatti con il mondo del cinema. Nel 2001 è apparso come se stesso nel film Zoolander, mentre dal 2008 cura gli abiti di James Bond nell'omonima saga cinematografica.
Sempre nel 2008, Ford decide di intraprendere una nuova avventura artistica, debuttando alla regia cinematografica con A Single Man, film che racconta l'ultimo giorno di vita di un professore omosessuale e della sua solitudine dopo la morte del suo compagno. Ford ha anche sceneggiato e prodotto il film. Dopo aver acquistato i diritti del romanzo di Christopher Isherwood Un uomo solo, inizia le riprese tra ottobre e novembre 2008, presentandolo poi in concorso alla 66ª Mostra internazionale d'arte cinematografica di Venezia, dove ha ottenuto un'ottima accoglienza; Ford si è aggiudicato il Queer Lion per il miglior film a tematica omosessuale, mentre l'attore britannico Colin Firth, protagonista dell film, ha vinto la Coppa Volpi per la migliore interpretazione maschile.
Nel 2013 appare nel documentario Mademoiselle C, dove interpreta sé stesso e parla di Carine Roitfeld. Nel 2016 presenta in concorso alla 73ª Mostra internazionale d'arte cinematografica di Venezia il suo secondo lungometraggio, Animali notturni, vincendo il Gran premio della giuria. Il 12 dicembre 2016 riceve le sue prime due candidature ai Golden Globe come miglior regista e miglior sceneggiatore per Animali notturni, e il 10 gennaio 2017 riceve due candidature ai BAFTA come miglior regista e miglior sceneggiatore per lo stesso film.

## Vita privata

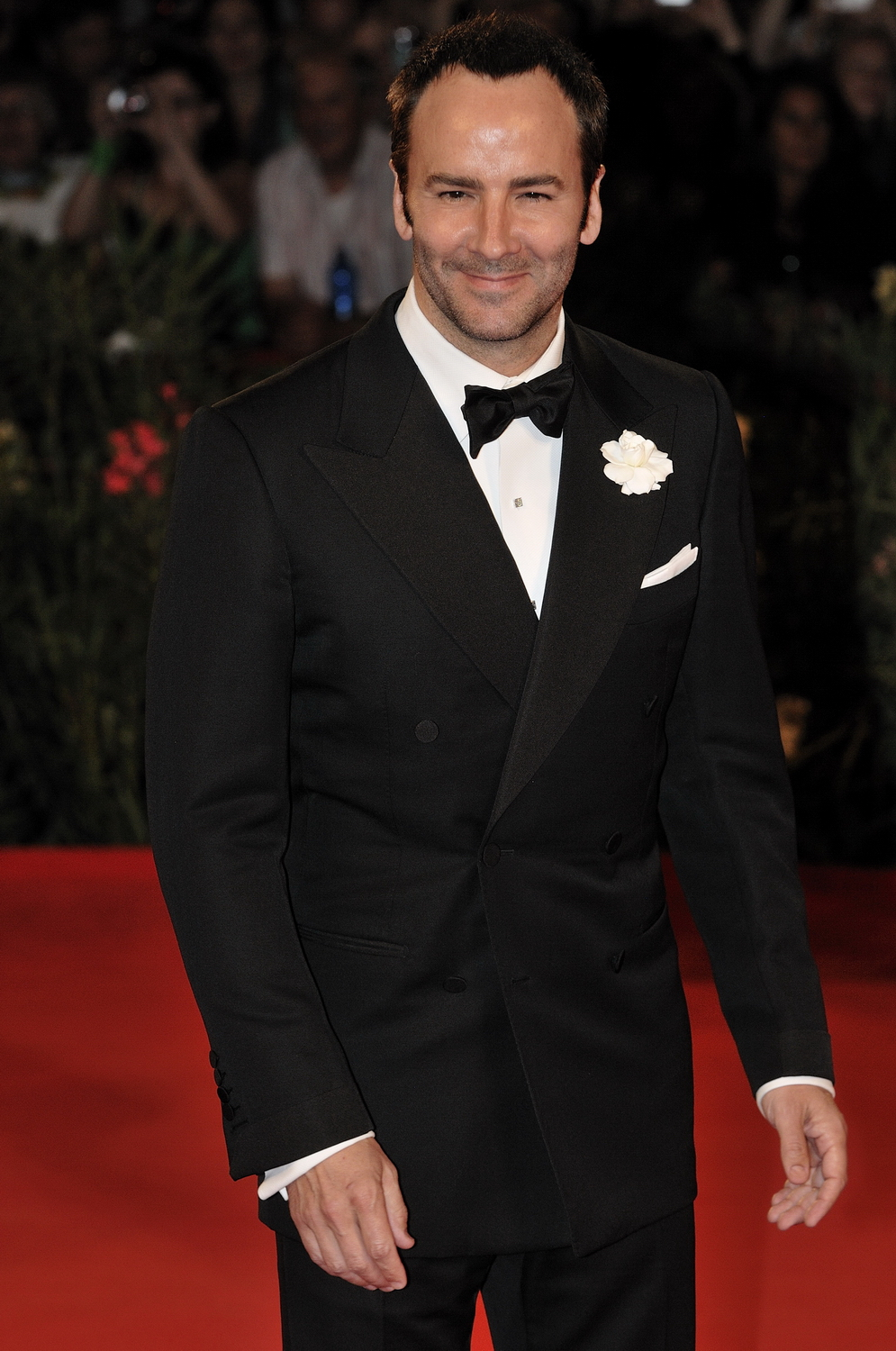
Tom Ford nel 2009

Dal 1986 Tom Ford è stato legato sentimentalmente al giornalista statunitense Richard Buckley con il quale si è sposato nel 2014. Buckley ha combattuto un cancro e durante la convalescenza ha vissuto in Italia. Nel gennaio 2011 la coppia posa per la copertina della rivista Out. Il 23 settembre 2012 la coppia annuncia la nascita del loro primo figlio, Alexander John Buckley Ford.
Buckley muore a Los Angeles dopo una lunga malattia il 19 settembre 2021 a 72 anni.
A Santa Fe, in Nuovo Messico, Ford ha realizzato la sua casa con annesso ranch e mausoleo su progetto dell'architetto di fama internazionale Tadao Andō.

## Filmografia

### Regista, sceneggiatore e produttore
- A Single Man (2009)
- Animali notturni (Nocturnal Animals) (2016)

### Attore
- Zoolander, regia di Ben Stiller (2001)
- Mademoiselle C, regia di Fabien Constant (2013) - Documentario

### Costumista e guardaroba
- Quantum of Solace, regia di Marc Forster (2008)
- Skyfall, regia di Sam Mendes (2012)
- Spectre, regia di Sam Mendes (2015)

## Riconoscimenti

### Mostra del cinema di Venezia
- 2009 – Queer Lion per A Single Man
- 2009 – Nomination Leone d'Oro per A Single Man
- 2016 – Leone d'Argento - Gran Premio della Giuria per Animali notturni
- 2016 – Nomination Leone d'Oro per Animali notturni

### Golden Globe
- 2017 – Candidatura al miglior regista per Animali notturni
- 2017 – Candidatura al miglior sceneggiatura per Animali notturni

### BAFTA
- 2017 – Candidatura al miglior regista per Animali notturni
- 2017 – Candidatura al miglior sceneggiatura non originale per Animali notturni

### David di Donatello
- 2017 – Miglior film straniero per Animali notturni

### Altri premi
- 1995 - Fashion's Future Best New Designer for Gucci - VH-1 Vogue Fashion Awards
- 1996 - Designer Internazionale dell'anno per Gucci - Fashion Editor's Club of Japan
- 1996 - Menswear and Womenswear Designer of the year for Gucci - VH-1 Vogue Fashion Awards
- 1996 - Designer Internazionale dell'Anno - Council of Fashion Designers of America
- 1999 - Womenswear Designer of the year for Gucci - VH-1 Vogue Fashion Awards
- 1999 - Style Icon Award - Elle Style Awards
- 2000 - Superstar Award - Fashion Group International's Night of Stars
- 2000 - International Man of the Year Award - GQ Britain
- 2001 – Womenswear Designer of the year for Yves Saint Laurent Rive Gauche – Council of Fashion Designers of America
- 2001 – Miglior Fashion Designer – Time Magazine
- 2001 – Miglior Designer dell'anno per Gucci e Yves Saint Laurent Rive Gauche
- 2001 – Designer dell'anno – GQ
- 2002 – Designer di accessori dell'anno per Yves Saint Laurent Rive Gauche (2002) – Council of Fashion Designers of America
- 2002 – Designer dell'anno per Yves Saint Laurent Rive Gauche – VH-1 Vogue Fashion Awards
- 2003 – Fashion Design Achievement Award – Cooper Hewitt Design Museum's National Design Awards
- 2015 – Designer dell'anno – British Fashion Awards